# Asari (cràter)
Asari és un cràter sobre la superfície del planeta nan Ceres, situat amb el sistema de coordenades planetocèntriques a 86.31 ° de latitud nord i 348.03 ° de longitud est. Fa un diàmetre de 56 km. El nom va ser fet oficial per la UAI el tres de juliol de 2016 i fa referència a Asari, divinitat agrícola siriana.